# Anatoli Samotsvetov
Anatoli Samotsvetov (en ruso: Анатолий Васильевич Самоцветов; Unión Soviética, 27 de noviembre de 1932) fue un atleta soviético, especializado en la prueba de lanzamiento de martillo en la que llegó a ser medallista de bronce olímpico en 1956.

## Carrera deportiva
En los JJ. OO. de Melbourne 1956 ganó la medalla de bronce en el lanzamiento de martillo, llegando hasta los 62.56 metros, tras el estadounidense Harold Connolly que con 63.19 m batió el récord olímpico, y su paisano soviético Mikhail Krivonosov (plata).